# Habenaria arecunarum
Habenaria arecunarum är en orkidéart som beskrevs av Rudolf Schlechter. Habenaria arecunarum ingår i släktet Habenaria och familjen orkidéer. Inga underarter finns listade i Catalogue of Life.